# Koma Gourma
Koma Gourma (auch: Komané) ist ein Dorf in der Landgemeinde Dargol in Niger.

## Geographie
Das von einem traditionellen Ortsvorsteher (chef traditionnel) geleitete Dorf liegt am rechten Ufer des Flusses Niger. Es befindet sich rund 36 Kilometer nordöstlich des Hauptorts Dargol der gleichnamigen Landgemeinde, die zum Departement Gothèye in der Region Tillabéri gehört. Zu den Siedlungen in der näheren Umgebung von Koma Gourma zählen Koma im Nordosten und Koganey im Westen.
Koma Gourma ist Teil der Übergangszone zwischen Sahel und Sudan. Die durchschnittliche jährliche Niederschlagsmenge beträgt hier zwischen 400 und 500 mm.

## Bevölkerung
Bei der Volkszählung 2012 hatte Koma Gourma 590 Einwohner, die in 80 Haushalten lebten. Bei der Volkszählung 2001 betrug die Einwohnerzahl 394 in 48 Haushalten und bei der Volkszählung 1988 belief sich die Einwohnerzahl auf 467 in 72 Haushalten.

## Wirtschaft und Infrastruktur
Es gibt eine Schule im Dorf. Am Ortsrand von Koma Gourma verläuft die 143,9 Kilometer lange Nationalstraße 39 zwischen Gothèye und Fonéko Tédjo.